# スヴォイシーン - ボル線
スヴォイシーン - ボル線（チェコ語: Železniční trať Svojšín–Bor）は、チェコ鉄道の鉄道線の名称である。路線番号は178。
1903年、帝立王立国有鉄道によって開業した。2019年以前は定期列車が運行していたが、2020年以降、夏季の土曜日のみ臨時列車が運行する様になった。

## 運行形態[1]

### 臨時列車
- チェコの森号（快速）：　プルゼニ - スヴォイシーン - ボル - ビェラー・ナド・ラドブゾウ　【夏季の土曜運行】
一日1往復の運行。スヴォイシーン以東は170号線に、ボル以西は184号線に直通する。ロムを除く各駅に停車する。
2019年に運行を開始した。

### 過去の運行系統
- スヴォイシーン - ボル　　※チェコ鉄道による運行
全て各駅停車。かつては、平日一日5往復、休日一日3往復が運行していた他、184号線からの乗り入れる列車もあった。
2014年末に大幅減便され、一日2往復の運行となった他、月・火・水曜日は運休となった。
2016年末に、木曜日も運休とされた。
2019年末に休止。

## 駅一覧
以下では、チェコ鉄道178号線の駅と営業キロ、停車列車、接続路線などを一覧表で示す。
| 路線名 | 駅名                                 | 駅間営業キロ | 累計営業キロ | 接続路線                          | 所在地     | 所在地   |
| ------ | ------------------------------------ | ------------ | ------------ | --------------------------------- | ---------- | -------- |
| 178    | スヴォイシーン駅                     | -            | 0.0          | 178号線（ヘブ方面、プルゼニ方面） | プルゼニ州 | タホフ郡 |
| 178    | ロム・ウ・ストルジーブラ駅（休止中） |              | (4.1)        |                                   | プルゼニ州 | タホフ郡 |
| 178    | ホロスロルジェヴィ駅                 | 8.2          | 8.2          |                                   | プルゼニ州 | タホフ郡 |
| 178    | スクヴィルジーン駅                   | 3.8          | 12.0         |                                   | プルゼニ州 | タホフ郡 |
| 178    | ボル駅                               | 3.2          | 15.2         | 184号線                           | プルゼニ州 | タホフ郡 |